# Бней-Брак
Бней-Брак (ивр. בְּנֵי בְּרַק‎) — город в Израиле, находится в Тель-Авивском округе, входит в агломерацию Гуш-Дан, примыкает к Тель-Авиву с востока.
Основан в 1924 году, статус города получил в 1950-м. Большая часть жителей — ортодоксальные евреи. Большая промышленная зона.
Несколько десятков религиозных школ. В городе отсутствуют кинотеатры, дискотеки и прочие развлекательные заведения. Большая часть улиц в субботу закрыта для транспорта.
Занимаемая площадь — около 7 км².

## Древний Бней-Брак
Древний Бней-Брак был филистимским городом, основанным в железном веке, и лишь ко времени Второго Храма ставшим еврейским. Он упомянут на «обелиске Синаххериба» как филистимский город.
С начала периода Второго Храма город стал поселением иудеев. Он упоминается несколько раз в Талмуде. Он также упомянут в Пасхальной Агаде, как место жительства рабби Акивы.
Местом древнего Бней-Брака принято считать холм около дорожной развязки Месубим, южнее Рамат-Гана, на территории современного парка Аялон. Название этого перекрёстка также связано с упомянутой историей из Пасхальной Агады, где говорится о том, как рабби Акива с другими мудрецами праздновали (на иврите — месубим, буквально — «сидели облокотившись») Песах в Бней-Браке.

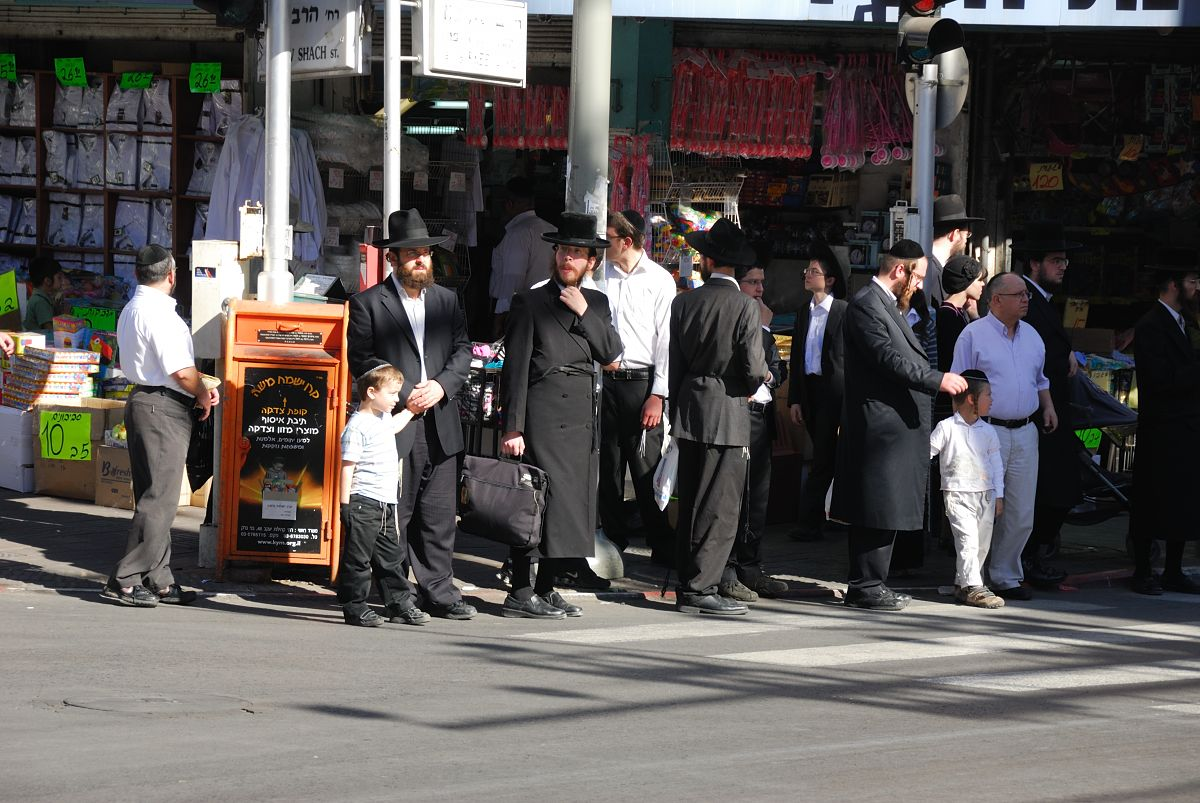
Харедим в Бней-Браке

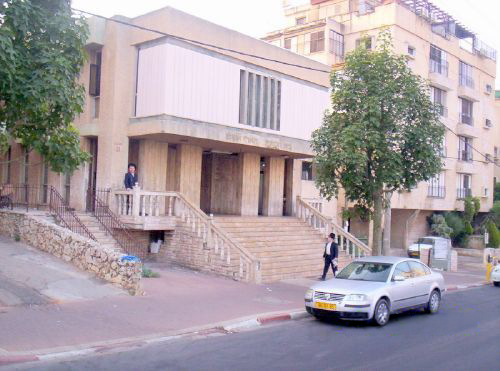
Вид на синагогу РАБАШа в Бней-Браке

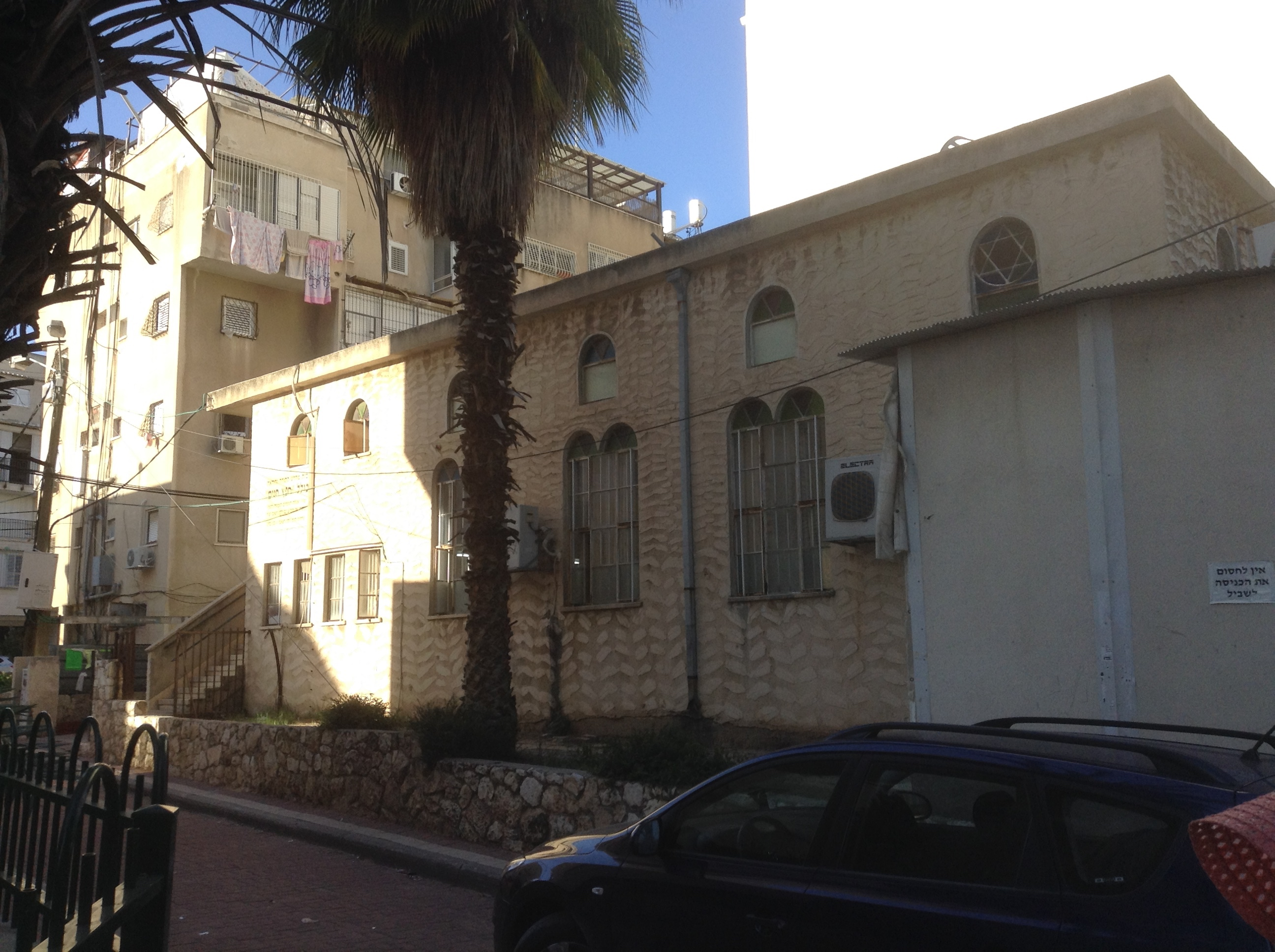
Синагога в Бней-Браке

## Население
По данным Центрального статистического бюро Израиля, население на начало 2020 года составляло 204 639 человек.

## Транспорт

### Автобусы
Бней-Брак является важным центром ортодоксальной общины и связан автобусными линиями со многими населёнными пунктами Израиля. Внутренние линии (и в Гуш-дан) обслуживает компания «Дан». Междугородние линии на север и в Иерусалим обслуживаются компаниями «Эгед» и «Натив Экспресс», на юг — компаниями «Афиким» и «Метрополин», также действуют компании «Кавим» и «Транспортная и туристическая компания Назарета».

### Железнодорожный транспорт
В городе расположена железнодорожная станция «Бней-Брак-Рамат-ха-Хаяль», линия Ашкелон — Ход-ха-Шарон.
Под улицей Жаботинского проходит красная линия Тель-Авивского метротрама.

## Спорт
В первые годы в Бней-Браке было несколько спортивных команд, например, две футбольные, одна из которых, «Хапоэль Бней-Брак», играла во второй лиге, и три волейбольные.

## Культура
В Бней-Браке действует один музей — Гинзах Кидуш ха-Шем, где представлена жизнь религиозных евреев в Европе до и во время Второй мировой войны.
В 40-е и 50-е годы в городе работали 2 кинотеатра — «Ория» в центре города и «Дан» в районе Пардес-Кац. Попытки открытия новых встречали сопротивление со стороны религиозных жителей города.